# Anadia marmorata
Anadia marmorata là một loài thằn lằn trong họ Gymnophthalmidae. Loài này được Gray mô tả khoa học đầu tiên năm 1846.